# B.G. Knocc Out
Al Hasan Naqiyy (ur. 23 stycznia 1975 jako Arlandis Hinton) – amerykański raper lepiej znany pod pseudonimem B.G. Knocc Out. Rapował między innymi z raperami Eazy-E oraz Drestą, który jest jego starszym bratem.

## Życiorys
Urodził się w Compton. Wraz ze swoim bratem żyli w biednej rodzinie. Gdy dorósł dołączył do Cripsów, a konkretnie Nutty Blocc Compton Crips. Zainspirowany piosenką Eazy-ego Boyz n the Hood zaczął rapować. Parę lat później Eazy-E zauważył braci i zaoferował im kontrakt jako szef Ruthless Records. Wystąpili w albumie It’s On (Dr. Dre) 187um Killa. Szczególnie zapamiętano ich z utworu "Real Muthaphuckkin G’s", w którym razem z Eazy'm dissują Dr. Dre i Snoop Dogga. Pomogli również przy albumie Str8 Off tha Streetz of Muthaphukkin Compton. Swój album (wraz z Drestą) wydali w 1995 pod nazwą Real Brothas. W 1998 roku Arlandis został osądzony i skazany na 10 lat pozbawienia wolności za usiłowanie zabójstwa. Jednak w sierpniu w 2006 roku po 8 latach został zwolniony warunkowo z więzienia, w którym przeszedł na Islam i zmienił imię na Al Hasan Naqiyy. W lipcu 2011 roku ukazał się jego debiutancki solowy album zatytułowany Eazy-E's Protege.
28 listopada 2012 roku Al Hasan Naqiyy oświadczył na stronie ruthlessfamily.com, że po odbyciu pielgrzymki do Mekki postanowił  opuścić przemysł muzyczny zaznaczając przy tym, że album Nutty By Nature nie zostanie nigdy wydany. Pod koniec 2014 roku raper wrócił jednak z wydanymi tylko przez internet albumami Nutty By Nature oraz Blocc Boyz.

## Dyskografia
| Rok  | Dane dot. albumu                                                                                   | Najwyższe pozycje na listach | Najwyższe pozycje na listach | Najwyższe pozycje na listach |
| Rok  | Dane dot. albumu                                                                                   | USA 200                      | USA R&B                      | USA Heat.                    |
| ---- | -------------------------------------------------------------------------------------------------- | ---------------------------- | ---------------------------- | ---------------------------- |
| 1995 | Real Brothas (oraz Dresta) - Wydany: 15 sierpnia 1995 - Wytwórnia: Def Jam/Outburst                | 128                          | 15                           | 4                            |
| 2011 | Eazy-E's Protege - Wydany: 29 lipca 2011 - Wytwórnia: Ruthless Records                             | —                            | —                            | —                            |
| 2015 | Nutty By Nature - Wydany: 28 stycznia 2015 - Wytwórnia: B&H Productions LLC                        | —                            | —                            | —                            |
| 2015 | Blocc Boyz (oraz Ricc Rocc, Yung Pacino) - Wydany: 10 lutego 2015 - Wytwórnia: B&H Productions LLC | —                            | —                            | —                            |